# Бург (Магдебург)
Бург (нем. Burg) — город в Германии, районный центр, расположен в земле Саксония-Анхальт, входит в состав района Йерихов.

## Общие сведения
На 31 декабря 2010 года, численность населения составляла 24 163 человека.
На 31 декабря 2020 года, численность населения составляла 22 240 человек.
Занимает площадь 164 км². Официальный код — 15 0 86 015.
Город подразделяется на 8 городских районов.

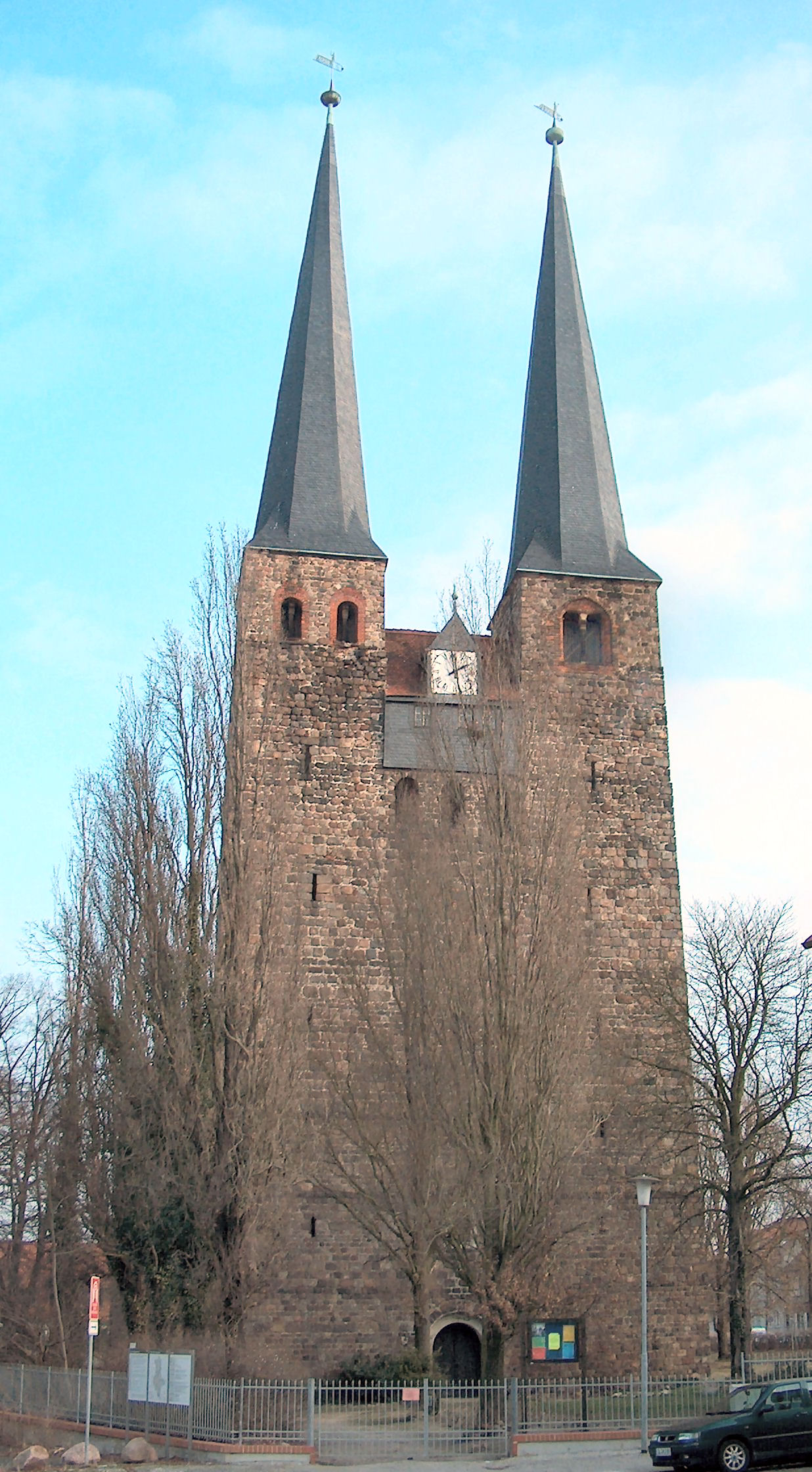
Бург (Магдебург)

## Города-побратимы
- Тира, Центральный округ